# Pismo ujgurskie

Słowo „Ujgur” w piśmie ujgurskim

Pismo ujgurskie, pismo staroujgurskie – abdżad wywodzący się z alfabetu fenickiego poprzez alfabet aramejski, syryjski i kursywne pismo sogdyjskie. Był używany przez kilka wieków do zapisywania języka ujgurskiego. Ostatnie znane manuskrypty pochodzą z XVIII w. Pismo ujgurskie stanowiło podstawę do stworzenia w XII w. pisma mongolskiego a w XVI w. mandżurskiego. Pismo to było zapisywane w pionowych kolumnach, poszczególne litery mają kilka odmian w zależności od tego, czy występują na początku, w środku czy na końcu słowa.